# Bonnard
Bonnard – miejscowość i gmina we Francji, w regionie Burgundia-Franche-Comté, w departamencie Yonne.
Według danych na rok 1990 gminę zamieszkiwały 742 osoby, a gęstość zaludnienia wynosiła 185 osób/km² (wśród 2044 gmin Burgundii Bonnard plasuje się na 318. miejscu pod względem liczby ludności, natomiast pod względem powierzchni na miejscu 1289.).